# Tortonien
| Systeem Periode                          | Serie Tijdvak | Etage Tijdsnede | Ouderdom (Ma) |
| ---------------------------------------- | ------------- | --------------- | ------------- |
| Kwartair                                 | Pleistoceen   | Gelasien        | jonger        |
| Neogeen                                  | Plioceen      | Piacenzien      | 2,58–3,600    |
| Neogeen                                  | Plioceen      | Zanclien        | 3,600–5,333   |
| Neogeen                                  | Mioceen       | Messinien       | 5,333–7,246   |
| Neogeen                                  | Mioceen       | Tortonien       | 7,246–11,62   |
| Neogeen                                  | Mioceen       | Serravallien    | 11,62–13,82   |
| Neogeen                                  | Mioceen       | Langhien        | 13,82–15,97   |
| Neogeen                                  | Mioceen       | Burdigalien     | 15,97–20,44   |
| Neogeen                                  | Mioceen       | Aquitanien      | 20,44–23,03   |
| Paleogeen                                | Oligoceen     | Chattien        | ouder         |
| Indeling van het Neogeen volgens de ICS. |               |                 |               |

Het geologisch tijdperk Tortonien of Tortoon (Vlaanderen: Tortoniaan) is in de geologische tijdschaal een tijdsnede (of een etage in het Mioceen. Het Tortonien duurde van 11,62 tot 7,246 Ma, komt na het Serravallien en wordt gevolgd door het Messinien.

## Naamgeving
Het Tortonien werd in 1858 gedefinieerd door de Zwitserse geoloog Karl Mayer-Eymar en is genoemd naar de Italiaanse plaats Tortona in Piëmont. De golden spike voor de etage bevindt zich in de strand-ontsluiting Monte dei Corvi in de buurt van Ancona.
De basis van het Tortonien wordt gedefinieerd door de laatste voorkomens van de nannoplankton-soort Discoaster kugleri en de planktonische foraminifeer Globigerinoides subquadratus. De basis is geassocieerd met de korte magnetische chronozone C5r.2n. De top (eigenlijk de basis van het Messinien) wordt gedefinieerd door het vroegste voorkomen van de planktonische foram Globorotalia conomiozea en ligt ongeveer in het midden van magnetische chronozone C3Br.1r.